# Fissidens elamellosus
Fissidens elamellosus är en bladmossart som beskrevs av C. Müller och Georg Ernst Ludwig Hampe 1856. Fissidens elamellosus ingår i släktet fickmossor, och familjen Fissidentaceae. Inga underarter finns listade i Catalogue of Life.